# Hadley, Shropshire
Hadley är en ort i Storbritannien.   Den ligger i kommunen Telford and Wrekin och riksdelen England, i den södra delen av landet, 210 km nordväst om huvudstaden London. Antalet invånare är 14 829.